# Eaux-Chaudes (Pyrénées-Atlantiques)
Pour les articles homonymes, voir Eaux-Chaudes.
Eaux-Chaudes est un village et une station thermale des Pyrénées-Atlantiques faisant partie de la commune de Laruns en vallée d'Ossau (Pyrénées-Atlantiques).

## Géographie
Altitude : 675 mètres en moyenne.
Le village est situé sur le bord du gave d'Ossau, en amont de Laruns, à l'entrée de la gorge du Hourat.
Eaux-Chaudes est séparé de la station thermale des Eaux-Bonnes par le massif du Gourzy.
Le village abrita le poste des douanes françaises jusqu'à l'ouverture de la frontière avec l'Espagne.
Il compte une vingtaine d'habitants à l'année, ce chiffre étant variable selon les saisons touristiques.
Ses eaux (sept sources) sont utilisées dans le traitement des affections rhumatismales.

## Histoire
Les Eaux Chaudes étaient déjà connues de la cour de Navarre comme en témoigne le nom d’Eaux d’Albret qu’on lui attribue à cette époque. En 1540, Jacques de Foix, évêque de Lescar y fait construire une maison en pierre. Jeanne d’Albret s’y rend plusieurs fois et y impose, en 1566, la présence de quatre pasteurs protestants chargés de prêcher la religion réformée aux baigneurs, cette mission sera remplie au moins jusqu’en 1620.
En 1576, une ordonnance d’Henri d’Albret, lieutenant général du roi en Navarre et Béarn, définit le confort minimum à assurer dans les 19 "cabanes" et 2 maisons présentes sur le site et en réglemente l’approvisionnement qui est confié à la commune de Laruns.
Jusqu’à la fin du XVIe siècle, le site reste réputé, Henri IV, ainsi que Catherine de Navarre le visitent plusieurs fois .
Mais à partir du XVIIe siècle la fréquentation des Eaux Chaudes diminue et les conditions d’hébergement s’y dégradent rapidement. En 1739, les États de Béarn nomment deux commissaires, les médecins Bordeu et Bergeron, chargés d’envisager les améliorations indispensables à la pérennité du site. Pourtant rien n’est fait, bien que Théophile de Bordeu, surintendant général des eaux d’Aquitaine ait alerté sur l’état de délabrement dans lequel se trouve encore les Eaux Chaudes en 1746.
Une ordonnance réglant les conditions d’accueil des baigneurs n’est édictée qu’en 1771 et il faudra attendre 1779, lors des travaux de la Marine pour l’exploitation de la mâture à Gabas, pour que la route d’accès (rive gauche du Gave) ne s’améliore.
La situation reste toutefois toujours alarmante, Minvielle, inspecteur des Eaux-Chaudes et des Eaux-Bonnes dresse encore, en 1772, un tableau désastreux de la situation malgré une forte affluence de visiteurs. En 1783, des travaux de reconstruction sont enfin effectués, ils sont à la charge de Laruns qui les finance par emprunt grâce à la caution des plus riches propriétaires de la vallée. La fréquentation des Eaux Chaudes permet leur remboursement mais un décret de l’an XIII ordonne la vente des bâtiments, et en juillet les revenus des thermes sont affectés aux Hospices Thermaux des Pyrénées, c'est une perte sèche pour Laruns et pour ses cautions.
La commune récupère les bâtiments et les revenus des thermes en 1823. D’importants travaux sont alors entrepris pour moderniser les thermes et pour améliorer l’accès au site, la nouvelle route sur la rive droite du Gave d’Ossau est achevée en 1849.
Durant les étés des années 1840, Eugène Devéria fait de fréquents séjours aux Eaux-Chaudes.